# アンドレア・サバティーニ
アンドレア・ダ・サレルノ（Andrea da Salerno）の別名のあるアンドレア・サバティーニ（Andrea Sabatini、 1480年から1490年の間の生まれ、1530年11月から1531年5月の間に没）は、イタリアの画家である。ナポリ王国などで働いた。

## 略歴
イタリア南部のサレルノで生まれたとされるが、初期の生涯については知られていない。18世紀にナポリの芸術家の伝記を出版したベルナルド・デ・ドミニチ（Bernardo de' Dominici:1683-1759）は1480年代に生まれたとしているが、別の歴史家は1489年から1490年の生まれとしている 。1510年ころまでにはナポリで画家の親方として働いていた 。デ・ドミニチはサバティーニはナポリの画家、ライモンド・エピファニオ（Raimondo Epifanio: 1440-1482）の弟子であったとしている。 
残されている作品の中で最古とされるのは1508年作のテッジャーノのサンタンドレア教会（Chiesa di Sant'Andrea）の聖母子と聖人の三連祭壇画であると考えられていて 、初期の作品には、ピントゥリッキオ（1454-1513）やペルジーノ（c.1448-1523）の影響を受けていた。修行のためにローマに移り、ラファエロ・サンティ（1483-1520）のもとで働いたとする学者もいる。
1527年におきたスペイン王カール5世の軍勢による「ローマ劫掠」を逃れてナポリに移ってきたラファエロの弟子のポリドーロ・ダ・カラヴァッジョ（Polidoro da Caravaggio: c.1499-1543）とも働いた。
晩年はモンテ・カッシーノの修道院で弟子のジョヴァンニ・フィリッポ・クリスクーロ（Giovanni Filippo Criscullo）らと働き、ガエタのサンティシマ・アヌンツィアータ聖堂（Basilica della Santissima Annunziata）でも働き、ガエタで亡くなった。

## 作品

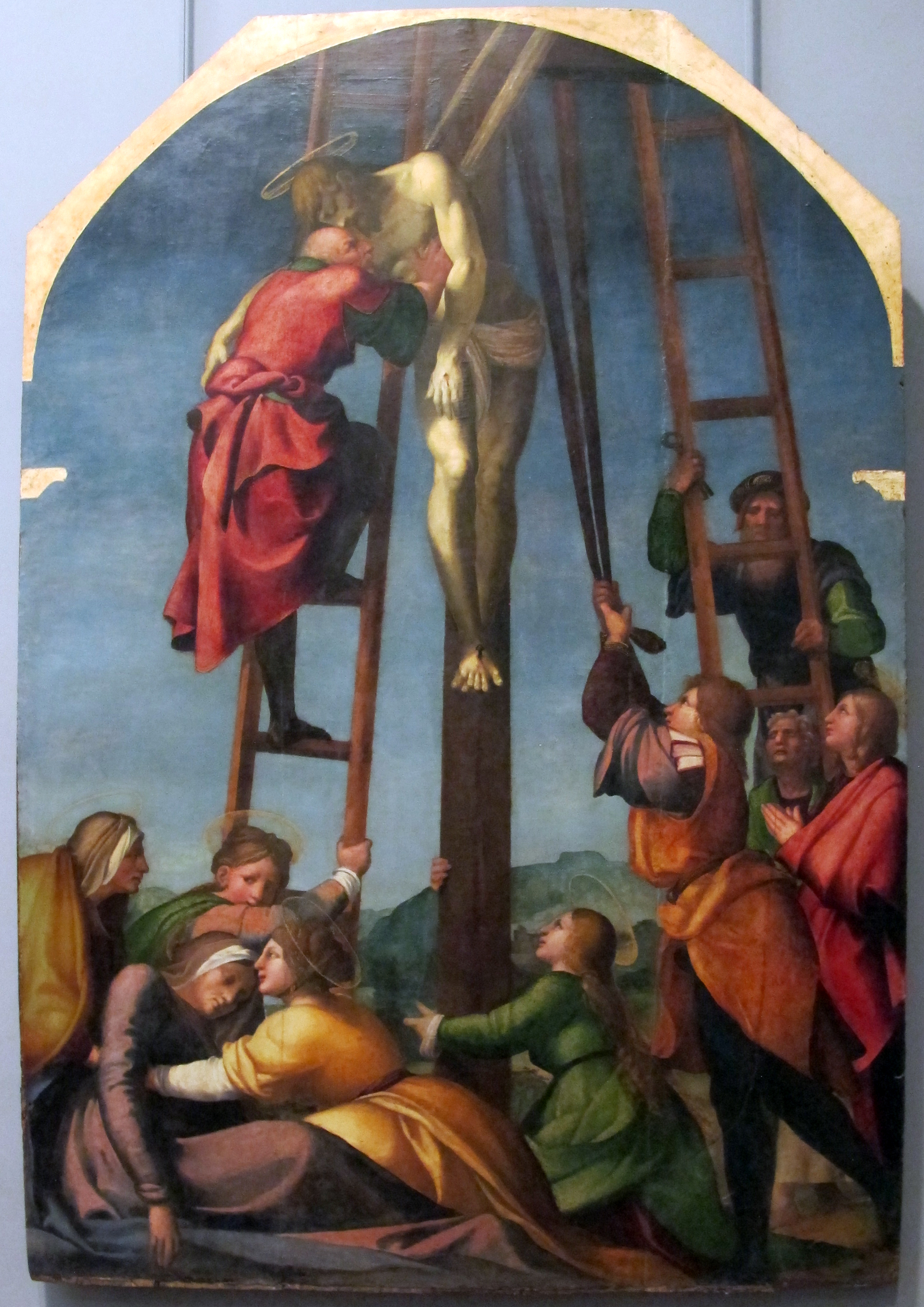
十字架降架(c.1520) カポディモンテ美術館
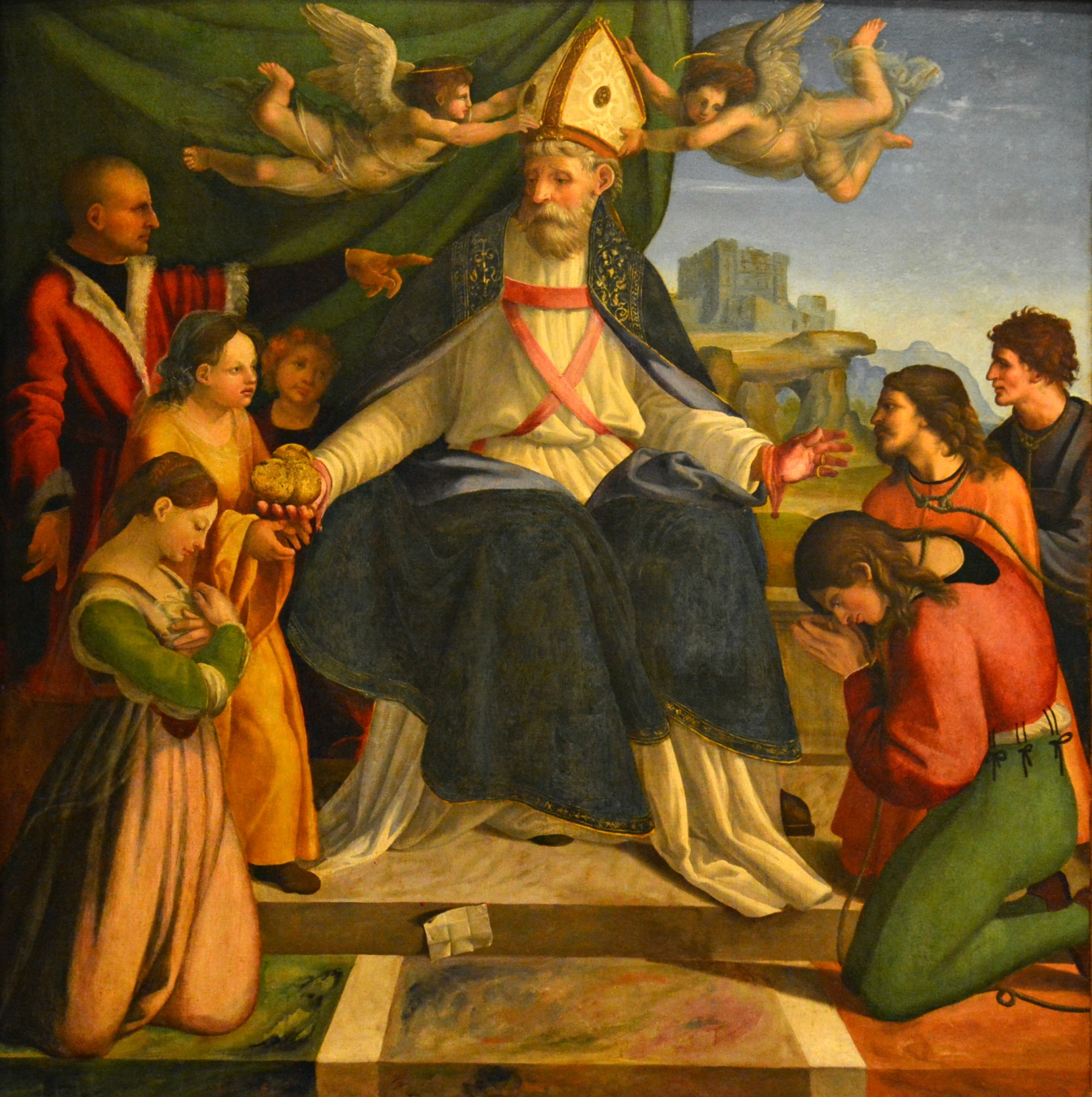
バーリの聖ニコラウス (1514/1517) カポディモンテ美術館
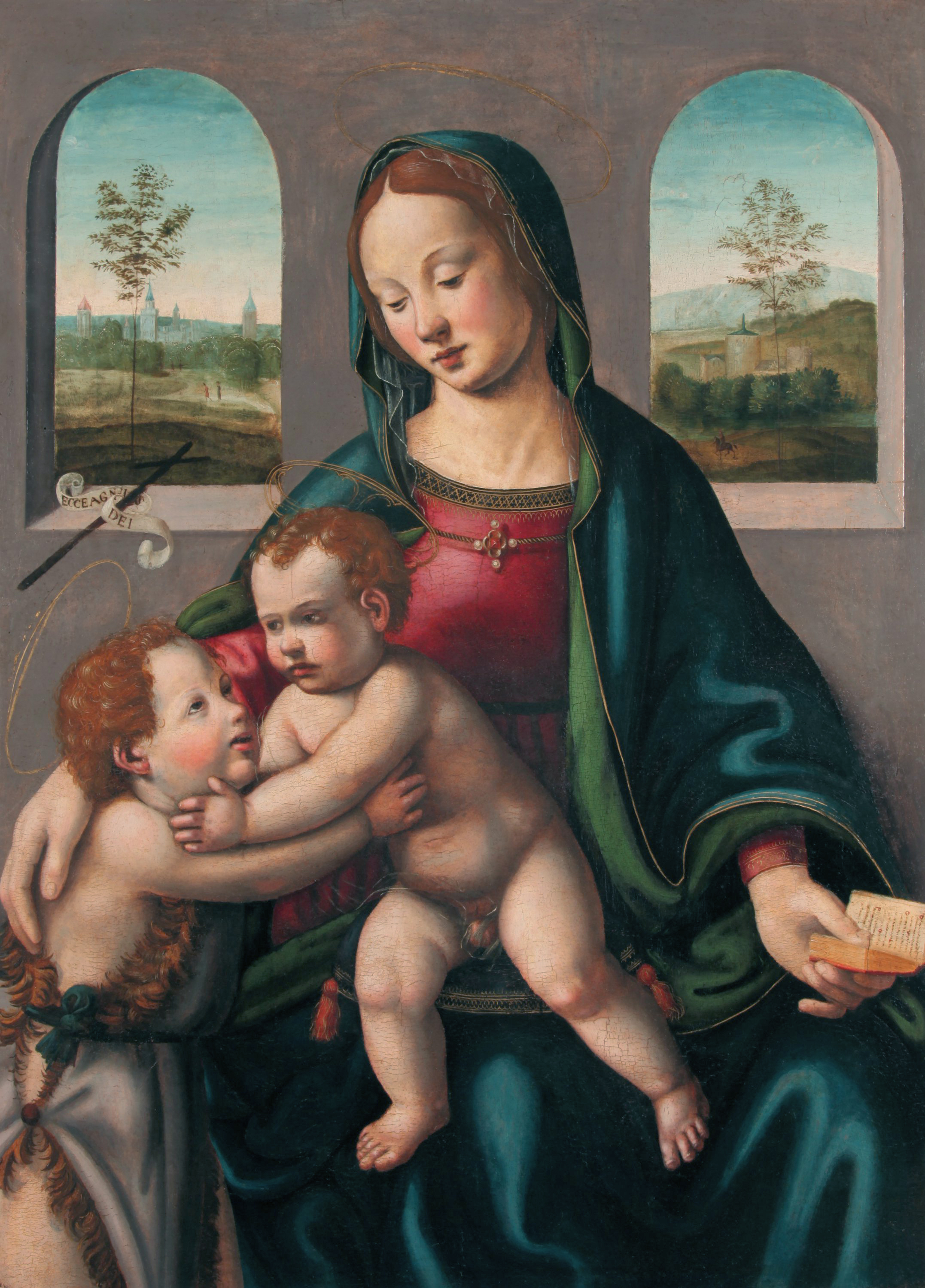
聖母子と聖ヨハネ
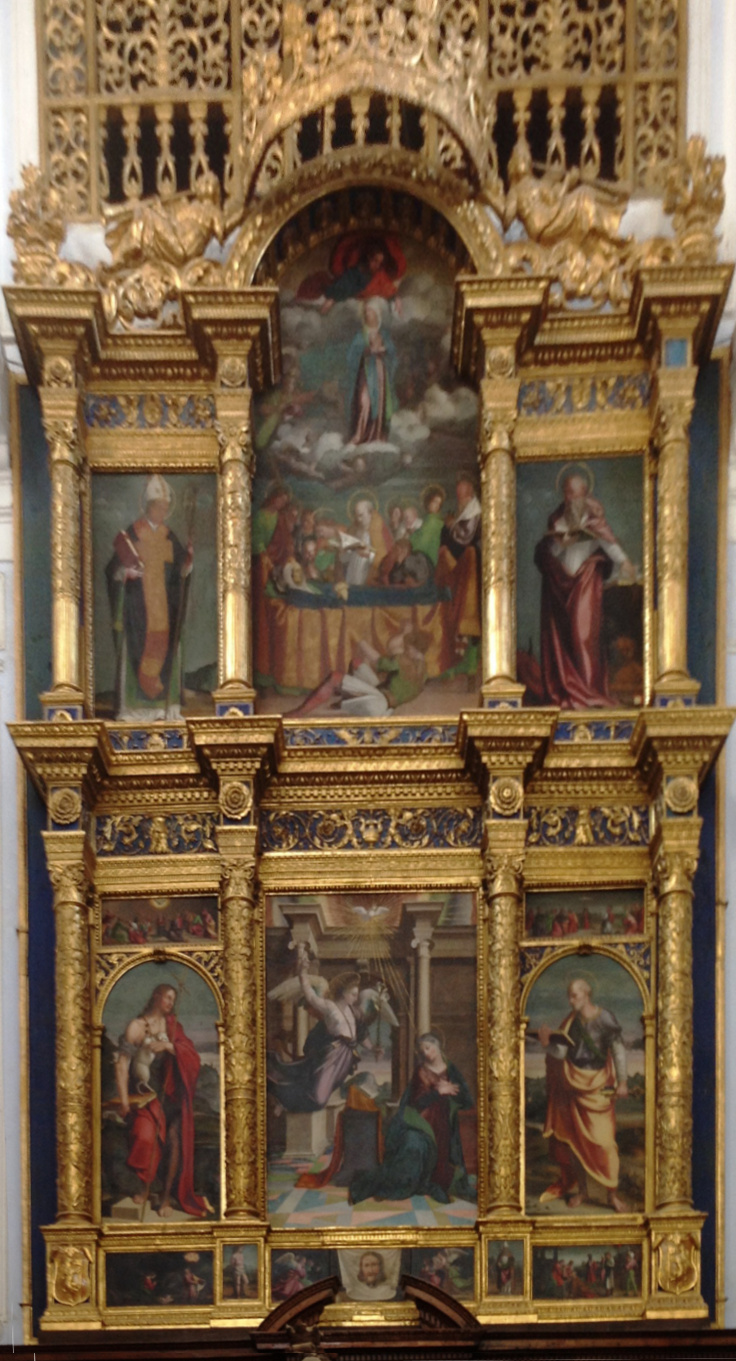
サンティシマ・アヌンツィアータ聖堂の祭壇画